# Димстон (Пенсилванија)
Димстон (енгл. Deemston) град је у америчкој савезној држави Пенсилванија.

## Демографија
По попису из 2010. године број становника је 722, што је 87 (-10,8%) становника мање него 2000. године.
| Група             | 2000.       | 2010.       |
| Белци             | 801 (99,0%) | 708 (98,1%) |
| Афроамериканци    | 3 (0,4%)    | 2 (0,3%)    |
| Азијати           | 0 (0,0%)    | 2 (0,3%)    |
| Хиспаноамериканци | 3 (0,4%)    | 6 (0,8%)    |
| Укупно            | 809         | 722         |